# طواف إسبانيا 1965
طواف إسبانيا 1965 هو سباق دراجات هوائية أقيم في إسبانيا بتاريخ 29 أبريل – 16 مايو، تكون السباق من 18 مرحلة وامتدّ لمسافة 3410 كم بسرعة 36.82 كم/س، استغرق السباق 92 ساعة 36 دقيقة 03 ثانية. فاز به رولف وولفشول وحلّ ثانيا رايمون بوليدور.

## الترتيب
| م                     | الدرّاج         | البلد           | الزمن                     |
| --------------------- | -------------- | --------------- | ------------------------- |
| الفائز بالترتيب العام | رولف وولفشول   | ألمانيا الغربية | 92 ساعة 36 دقيقة 03 ثانية |
| الثاني                | رايمون بوليدور | فرنسا           |                           |